# Molannidae
Famille
Les Molannidae (molannidés) forment une famille d'insectes de l'ordre des trichoptères.

## Liste des genres et espèces
Selon NCBI (2 août 2010) :
- genre Molanna
  - Molanna angustata
  - Molanna flavicornis
  - Molanna uniophila

Selon ITIS (2 août 2010) :
- genre Indomolannodes Wiggins, 1968
- genre Molanna Curtis, 1834
- genre Molannodes McLachlan, 1866